# Чонстково (Ґданський повіт)
Чонстково (пол. Cząstkowo, нім. Zinsgau) — село в Польщі, у гміні Тромбки-Великі Ґданського повіту Поморського воєводства.
У 1975-1998 роках село належало до Гданського воєводства.